# اندامی
اندامی (به انگلیسی: Andami) یک منطقهٔ مسکونی در هند است که در تامیل نادو واقع شده‌است.

## خصوصیات
اندامی ۱٬۳۳۷ نفر جمعیت دارد.